# Juliet Berto
Juliet Berto (Grenoble, 16 de gener de 1947 - Breux-Jouy, 10 de gener de 1990) va ser una actriu i directora cinematogràfica de nacionalitat francesa.

## Biografia
Nascuda en Grenoble, França, el seu veritable nom era Annie Lucienne Marie Louise Jamet. Va fer la seva primera actuació en 1967, en el de Jean-Luc Godard, Dues o tres coses que sé d'ella. Després va participar en diverses pel·lícules més del director suís, La Chinoise, Week-end, Le Gai Savoir, i Vladimir et Rosa.
Així mateix, va ser musa del director de la Nouvelle Vague Jacques Rivette, actuant a les seves pel·lícules Out 1 : Noli me tangere, Céline et Julie vont en bateau (en la que va ser coguionista) i Duelle.
En 1977 va treballar en la peça teatral La Vie singulière d'Albert Nobbs, adaptació d'un text de George Moore, i portada a escena per Simone Benmussa.
En els anys 1980 ella també es va dedicar a la redacció de guions i a la direcció. El seu film Neige va obtenir el Premi de jove cinema en el Festival de Cannes de 1981. La seva pel·lícula Cap Canaille (1983) va entrar al 33è Festival Internacional de Cinema de Berlín. El 1987, va ser membre del jurat al 37è Festival Internacional de Cinema de Berlín. Gérard Courant la va filmar en 1984 per a la seva antologia cinematogràfica Cinématon, en el número 441 de la col·lecció.
Juliet Berto va morir en 1990 a Breux-Jouy, França, a causa d'un càncer de mama. Tenia 42 anys d'edat. Havia estat casada amb l'escenògraf i actor Michel Berto, abans de viure amb Jean-Henri Roger, amb el qual ella va realitzar els seus dos primers llargmetratges.

## Teatre
- 1969 : Off limits, d'Arthur Adamov, escenografia de Gabriel Garran, Théâtre de la Commune
- 1969 : La tempesta, de William Shakespeare, escenografia de Michel Berto, Festival d'Avinyó
- 1977 : La Vie singulière d'Albert Nobbs, a partir de George Moore, escenografia de Simone Benmussa, Théâtre du Rond-Point
- 1985 : Les Nuits et les Jours, de Pierre Laville, escenografia de Catherine Dasté i Daniel Berlioux, Théâtre 14 Jean-Marie Serreau

## Filmografia

### Actriu

#### Cinema

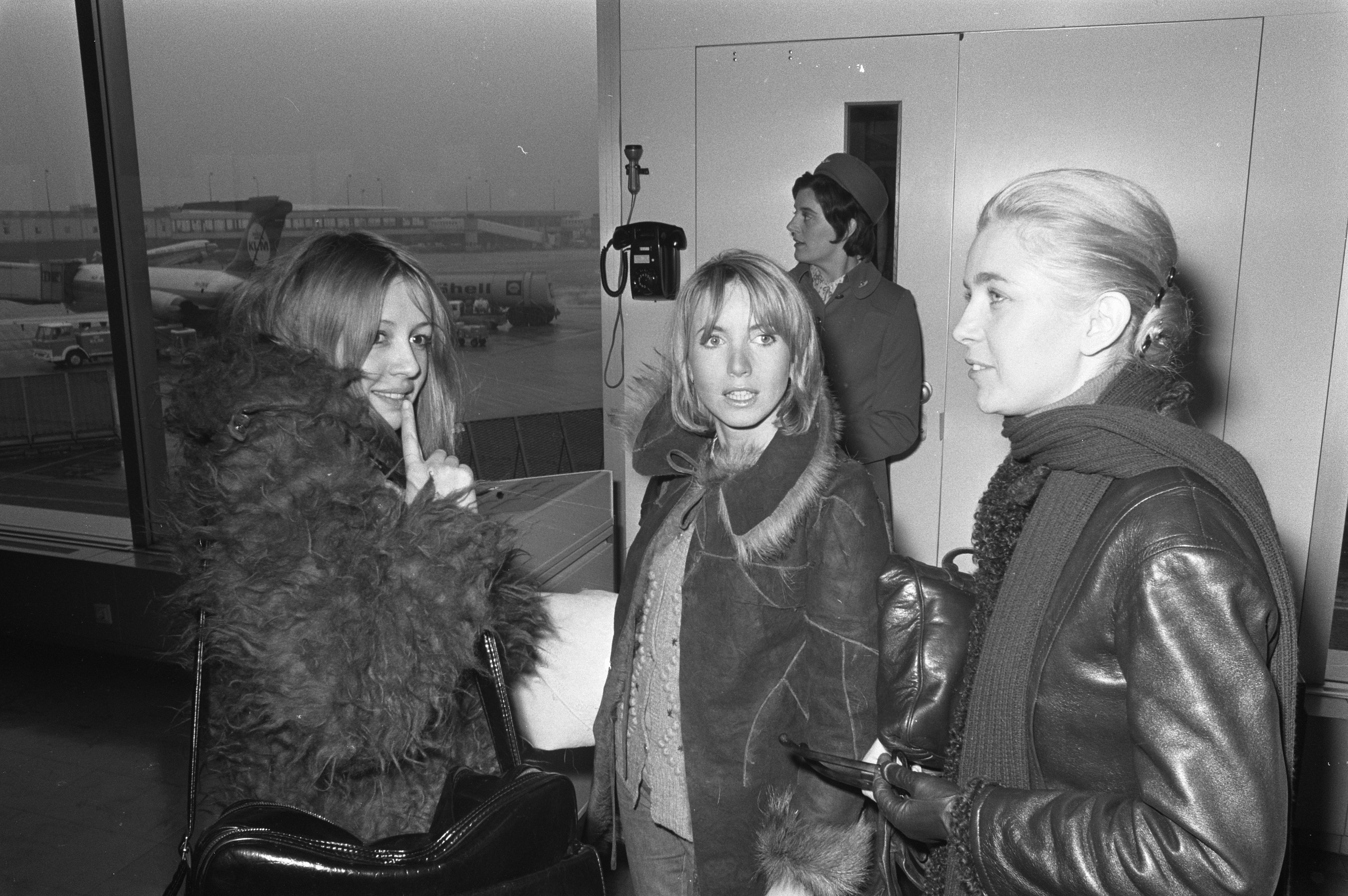
Juliet Berto, Bulle Ogier i Marie Dubois el 2 de febrer de 1972 a l'aeroport d'Amsterdam-Schiphol

- 1966 : Dues o tres coses que sé d'ella, de Jean-Luc Godard
- 1967 : La Chinoise, de Jean-Luc Godard
- 1967 : Week-end, de Jean-Luc Godard
- 1968 : Le Gai Savoir, de Jean-Luc Godard
- 1968 : Wheels of Ashes, de Peter-Emmanuel Goldman
- 1968 : Ciné-Girl, de Francis Leroi
- 1968 : Fragments, de Jean-Daniel Verhaeghe
- 1968 : Slogan, de Pierre Grimblat
- 1969 : Vladimir et Rosa, de Jean-Luc Godard
- 1969 : Juliet dans Paris, de Claude Miller
- 1969 : Je, tu, elles, de Peter Foldes
- 1969 : Camarades, de Marin Karmitz
- 1969 : Un été sauvage, de Marcel Camus
- 1969 : Détruisez-vous (le fusil silencieux),[5] de Serge Bard
- 1970 : Une si simple histoire, d'Abdellatif Ben Ammar
- 1970 : Out 1 : Noli me tangere, de Jacques Rivette
- 1970 : L'Escadron Volapük, de René Gilson
- 1970 : La Question ordinaire, de Claude Miller
- 1971 : La Cavale, de Michel Mitrani
- 1971 : L'Araignée d'eau, de Jean-Daniel Verhaeghe
- 1971 : Camille ou la comédie catastrophique, de Claude Miller
- 1972 : Les Petits Enfants d'Attila, de Jean-Pierre Bastid
- 1972 : Sex-shop, de Claude Berri
- 1972 : Les Caïds, de Robert Enrico
- 1973 : Erica Minor, de Bertrand Van Effenterre
- 1973 : Céline et Julie vont en bateau, de Jacques Rivette - també guionista
- 1973 : Défense de savoir, de Nadine Trintignant
- 1973 : Le Retour d'Afrique, de Alain Tanner
- 1973 : La Chute d'un corps, de Michel Polac
- 1974 : Babar Basses'mother, de Juliet Berto
- 1974 : Summer run, de Leoniday Capitano
- 1974 : La Faim, de Peter Foldes
- 1974 : Le Mâle du siècle, de Claude Berri
- 1974 : Le Milieu du monde, de Alain Tanner
- 1974 : Le Protecteur, de Roger Hanin
- 1975 : Claro, de Glauber Rocha - també coproductora
- 1975 : Duelle, de Jacques Rivette
- 1976 : Monsieur Klein, de Joseph Losey
- 1977 : Roberte, de Pierre Zucca
- 1977 : El cine soy yo, de Luis Armando Roche
- 1978 : Bastien, Bastienne, de Michel Andrieux
- 1978 : L'Argent des autres, de Christian de Chalonge
- 1979 : Destins parallèles, de Jean-Yves Carrée
- 1980 : Guns, de Robert Kramer
- 1980 : Murs, murs, d'Agnès Varda
- 1981 : Neige - també direcció i guió
- 1981 : L'Étouffe grand-mère, de Jean-Pierre Bastid
- 1981 : Sois belle et tais-toi, de Delphine Seyrig
- 1981 : Conversa acabada, de João Botelho
- 1982 : Cap Canaille - también dirección y guion
- 1982 : Le Cimetière des voitures, de Fernando Arrabal
- 1984 : La Vie de famille, de Jacques Doillon
- 1984 : Cinématon, de Gérard Courant
- 1984 : Gazl el banat, de Jocelyne Saab
- 1985 : Hôtel du paradis, de Jana Bokova
- 1986 : Havre - también dirección y guion
- 1986 : Un amour à Paris, de Merzak Allouache
- 1987 : Couple, de Gérard Courant[6]
- 1987 : Les Ministères de l'art, de Philippe Garrel
- 1987 : Papillon du vertige, de Jean-Yves Carrée Le Besque

#### Televisió
- 1971 : Prière pour Éléna, de Abder Isker
- 1988 : Haute Sécurité, de Jean-Pierre Bastid

### Directora
- 1974 : Babar Basses'mother
- 1981 : Neige, codirigida amb Jean-Henri Roger
- 1982 : Cap Canaille, codirigida con Jean-Henri Roger
- 1986 : Havre